# Cratere Escremiz
Escremiz è un cratere sulla superficie di Giapeto.